# Jehan Pistolet
Jehan Pistolet, Corsaire prodigieux è il primo fumetto nato dalla collaborazione tra lo sceneggiatore René Goscinny e il disegnatore Albert Uderzo.
Tra il novembre 1951 e il 1952 viene pubblicato su Bonne Soirée, supplemento della rivista settimanale belga Libre Belgique, in cinque episodi.
Nel 1960 la serie di Jehan Pistolet è stata quindi ripresa con successo sulla rivista francese Pilote.
Tutte le avventure del personaggio sono state raccolte in un unico volume dalla casa editrice Albert-René, quindi riproposto in Italia dall'editore Nona Arte.